# Feste Outjo
Die Feste Outjo, auch Militärstation Outjo, war eine Festung der Schutztruppe in Outjo in Deutsch-Südwestafrika, dem heutigen Namibia. Sie wurde 1897 erbaut.
Die Feste wurde 1904 zu Beginn des Aufstandes der Herero und Nama angegriffen. Sie stand zu diesem Zeitpunkt unter Leitung von Leopold Hermann Wichard Conrad von Stülpnagel (1875–1917).